# Szluha György
Verbói Szluha György Demeter (Alsópaty, Vas vármegye, 1746. augusztus 6. – Szekszárd, 1820. október 21.) a pálos rend szerzetese, római katolikus apát-plébános, Tolna vármegye táblabírája.

A verbói Szluha család köznemesi címere

## Élete
A felvidéki nemesi származású verbói Szluha család köznemesi ágának a sarja. Verbói Szluha Antal (1712-1785) és rábabogyoszlói Vajda Magdolna (1728-1772) gyermekeként született. Apai nagyszülei verbói Szluha István (1678-1745) érseki háznagy, uradalmi igazgató, és daráspopárczi Darás Erzsébet (†1735) voltak. Anyai nagyszülei rábabogyoszlói Vajda Ferenc (1699-1771) és bojári Vigyázó Rozália (1703-1737) voltak.
1764. október 24-én lépett a remete Szent Pál-rendi szerzetbe, 1768. április 2-án aldiakónus, 1769. február 18-án diakónus lett Pécsett, ahol teológiát tanult; kevéssel azután Nagyszombatba helyezték át, ahol pappá szentelték. 1782-ben a pálos rend feloszlatása után előbb Sátoraljaújhelyben, majd Nagyváradon volt tanár 13 évig. 1792. november 19-én Szekszárdra plébánosnak neveztetett ki; később madocsai apát lett. Tolna vármegye táblabírája is volt.

## Munkái
- Pásztori játékban leábrázolt örvendetes köszöntés, mely nagy Mélt. és Fő Tiszt. Kollegrádi Gróf Kollonitz Lászlónak... Nagy-Váradi Püspöknek... midőn ő Ekstzellentziája a Károly-Fejérvári Püspökségről a Nagy-Váradi Püspökségre dicsőségesen bé-helyeztetne, mély alázatossággal bémutattatott... (M. Hirmondó 1781. 936. l.)
- T. N. Bihar Vármegyének Jeles Öröme, midőn a Mélt. Ü. Ürményi József Udvari Tanácsos Úr sat. ugyan N. Bihar Vármegyének Fő Ispányi méltóságába pompás készülettel 1782. eszt. Sz. Iván hava 13. béhelyeztetnék. Nagy-Várad
- Öröm Versek, mellyeket midőn a Mélt. Széki Teleki Domonkos úrfi ditső szüléinek vigasztalásokra, mind nyájoknak örömekre, a tanuló magyar ifiaknak példájokra a különbféle tudományokban, főképpen az ékes szóllásnak tanulásában tett serénységét 12 esztendős korában kimutatná s úgy a vers-szerző tudományra által lépne, méltó tisztelettel bé-mutatott. Uo. 1785
- Puncta et animadversiones, pro rei litterariae per inclitum regni Hungariae, partesque eidem adnexas emendatione, et meliori scholarum catholicarum institutione patriae patribus oblata. Budae, 1790
- Magyarországnak első sz. királya és apostola ditsőséges Szent István. Az az ditsérő beszéd, melyet a budai kir. udvarban... Sz. Sigmond templomában mondott 1798. Kisasszony hava 20. Pest
- Isten szive szerént való férfiú dicsőséges Szent István Magyar országnak első szent királya és apostola, az az ditsérő beszéd... Bétsben Kisasszony hava 25. 1799. Bécs, 1799
- Compendium historiae sacri reliligiosi ac proprie Hungariae ord. S. Pauli eremitae, cum cathalogo monasteriorum et virorum illustrium ejusdem ordinis. Vacii, 1804 (névtelenül)